# سیکلوهگزان
سیکلوهگزان (به انگلیسی: Cyclohexane) با فرمول شیمیایی C۶H۱۲ یک ترکیب شیمیایی با شناسه پاب‌کم ۸۰۷۸ است. که جرم مولی آن ۸۴٫۱۶ g/mol می‌باشد.
سیکلوهگزان ایزومر عاملی ۱-هگزن است.
|            |        |
| سیکلوهگزان | ۱-هگزن |

## سیکلوهگزان جامد
سیکلوهگزان دارای دو فاز کریستالی است .فاز دمای بالای 1 در دمای 186 کلوین تا نقطه جوش 280 درجه کلوین یک کریستال پلاستیکی است بوده به این معنی که مولکول ها برخی درجه چرخش آزادی را حفظ میکنند .فاز 2 دمای پایین در زیر 186 کلوین پایدار میباشد.دوفاز III وVI  با درجه حرارت پایین (پایدار) با استفاده از فشار های متوسط بالای 30 مگاپاسکال به دست آمده است .